# Qui pense abstrait ?
Qui pense abstrait ? est une œuvre de jeunesse du philosophe allemand Georg Hegel, publiée en 1807. Il y défend la thèse selon laquelle la philosophie doit s'intéresser au concret.

## Présentation générale
Qui pense abstrait ? est un court texte qui s'apparente à une satire. Il s'agit ainsi d'un texte singulier au sein du corpus hégélien, en ce qu'il est le seul à employer une tonalité humoristique. Ce ton est clair dès la phrase d'ouverture de l’œuvre : « Penser ? Abstrait ? Sauve qui peut ! ». Le ton mordant est peut-être une réponse au mauvais accueil qui a été réservé à la Phénoménologie de l'esprit. 
Il a été notamment été traduit en français par Marie-Thérèse Bernon. 

## Contenu

### Le philosophe pense le concret
Hegel soulève la question de la pensée abstraite : qui la pratique le plus ? La réponse commune est que ce sont les philosophes, car il est dans leur fonction que de savoir s'élever en généralité et penser l'abstrait. Hegel va soutenir la position contraire : penser abstrait, c'est raisonner en l'air, avec ses préjugés, et ainsi rester prisonnier de son inculture. Au fond, « c’est l’homme du peuple, à nouveau, qui pense le plus abstraitement, fait le distingué devant son valet et se conduit par rapport à lui comme s’il n’était seulement qu’un valet » : la pensée abstraite est celle qui, en isolant tel ou tel aspect d'une chose, est incapable de l'appréhender dans sa totalité.  
L'auteur procède ainsi à un renversement de ce qui est souvent tenu pour vrai. Le philosophe est celui qui va au cœur des choses, et donc, qui pense dans le concret. Le concret est dès lors du côté de l'universel intelligible, là où l'abstraction est une déficience, un donné qui n'est pas encore objectivé. 

### La société fuit la réflexion authentique
L'auteur remarque à quel point la simple pensée de penser de manière abstraite, ou la pensée qu'il faille penser, fait fuir les gens. Et ruser pour faire penser les gens ne sert à rien : « ce ne sera pas non plus par la ruse que l'on disposera le beau monde à vouloir se réconcilier avec la pensée et l'abstrait », pas même de « les faire passer sous l'apparence d'une conversation légère ». En réalité, « "métaphysique", tout comme "abstrait", et presque autant que "penser", est un mot que tout le monde fuit comme la peste ».
Hegel s'attarde sur le rapport interprétatif que chacun peut avoir vis-à-vis d'un même évènement. Lorsqu'un criminel est conduit à l’échafaud, dit-il, « aux yeux du commun, il n'est qu'un meurtrier » ; aux yeux de quelques femmes, il sera « un bel homme, bien bâti, intéressant ». La foule, elle, « s'effraie d'une telle remarque », et considère qu'il s'agit d'une « pensée pervertie » que « de trouver un meurtrier beau ». Un prêtre, voyant ces réactions, se dira : « Voilà bien la corruption des mœurs qui règne dans la haute société ». L'homme réfléchi, lui, considérera qu'« il est important de suivre la formation de la mentalité du criminel, son passé, son éducation, la mésentente entre son père et sa mère, la répression impitoyable d'une faute minime expliquent l'amertume de cet être humain envers l'ordre social ». Toutefois, face à cette explication, certains soutiendront que celui qui cherche à expliquer cherche en réalité à excuser (« Il y aura bien des gens pour dire en entendant ceci : Il cherche à excuser un assassin ! »). Hegel remarque que lors de la publication des Souffrances du jeune Werther, Johann Wolfgang von Goethe avait été accusé de faire l'apologie du suicide. 
Le philosophe peut ainsi dire que la pensée abstraite consiste à « ne voir dans le meurtrier que cette abstraction d’être un meurtrier, et, à l’aide de cette qualité simple, anéantir tout autre caractère humain ». Cette abstraction d'homme est aussi rencontrée dans l'armée prussienne : « Chez les Prussiens, il est permis de battre un soldat puisque c’est une canaille ; est canaille tout ce qui peut être rossé ».

## Postérité
Karl Rosenkranz qualifie le texte de « produit curieux » et d'« étrange ». Martin Heidegger considère qu'il s'agit de « la meilleure introduction à la philosophie de l'idéalisme allemand et à la philosophie en général, quand on l'envisage [...] dans sa méthode de pensée ». Ari Simhon publie en 2007 une édition bilingue du texte, accompagnée d'un essai.